# 스카이 UK
스카이 UK(Sky UK)는 스카이에서 만든 디지털 위성 TV이다. 1998년에 첫 서비스를 시작했으며, 당시에는 Sky Digital이라는 이름이었다. 기업과 가정에 위성방송, 인터넷, 유무선 전화등의 서비스를 제공한다.
영국 최대의 유료 방송 사업자로, 2019년 말 기준 1200만명이 가입해 있다. 프리미어리그 출범 때부터 계속 중계하고 있다. 주요 채널에는 스카이 스포츠와 스카이 쇼케이스, 스카이 애틀랜틱이 있다.

## 역사
스카이 UK는 1990년 루퍼드 머독 소유의 스카이와 BSB(British Satellite Broadcasting)이 BSkyB로 합병해 탄생했다. 영국 정부에서 공식 위성 방송 사업자로 선정된 BSB와, 사업권을 얻지 못한 머독이 전 유럽을 대상으로 개국한 스카이는 출혈 경쟁을 이기지 못하고 합병하기로 합의했다.
1991년 프리미어 리그 출범과 함께 BSkyB는 BBC와 함께 5년간의 중계권을 3억 4만 파운드에 획득한다. 기존의 중계권은 ITV가 시즌당 1800만 파운드에 보유하고 있었다. BBC는 하이라이트 방송을, BSkyB는 전시즌 생방송을 독점했다. 스포츠 경기 중계는 BSkyB의 성장에 크게 기여했다. 프리미어 리그 독점 중계는 2007년까지 계속된다.
1999년 디지털 방송 서비스인 스카이 디지털이 출시되었다. 2001년 아날로그 방송이 중단된 후 스카이로 이름을 변경했다.
2018년 머독이 스카이의 지분 39%를 컴캐스트에 매각하기로 합의함으로써 완전한 컴캐스트의 자회사가 되었다.

## 같이 보기
- Sky One
- Sky2
- 스카이 뉴스